# Dmytro Skapintsev
Dmytro Skapintsev (Cherkasy, Ucrania, 12 de mayo de 1998) es un baloncestista ucraniano que pertenece a la plantilla del Hapoel Jerusalem de la Ligat ha'Al israelí. Con una altura de 2,16 metros, su posición habitual es la de pívot.  

## Trayectoria
Formado en la cantera del club de su ciudad natal, el SK Cherkasy Monkeys, debutó profesionalmente en la temporada 2015/16 y en las siguientes campañas disputó la Superleague, máxima competición de su país. Considerado uno de los jugadores ucranianos más prometedores de su generación, participó en las ediciones 2016 y 2017 del Adidas Eurocamp. 
En la temporada 2018/19 disputó con su club un total de 31 partidos en los que acreditó 5.7 puntos y 3.9 rebotes, si bien su rendimiento mejoró en la Eurocup hasta los 10 puntos y casi 6 rebotes por encuentro. 
En la temporada 2019/20 fue admitido en la Universidad de Cal State Northridge, con sede en Los Ángeles, California, si bien no llegó a completar el curso académico y regresó a su país en enero de 2020 para finalizar la temporada en el SK Cherkasy Monkeys. 
Continuó en 2020/21 en Ucrania, de nuevo con los Monkeys, siendo uno de los jugadores más destacados de la competición ucraniana con medias de 11.5 puntos, 6,7 rebotes y 1,8 tapones en 41 encuentros.  
En la temporada 2021-22 firma con el BC Kyev, participando en 39 encuentros (incluyendo 11 de la Eurocup) en los que registra 8,7 puntos, 6 rebotes y 1,2 tapones. En el mes de marzo de 2022 es traspasado al KK Pieno Zvaigzdes, club de la liga lituana, donde termina la temporada con promedios de 8,.9 puntos, 6,1 rebotes y 1 tapón por partido.
En la temporada 2022-23, se marcha a Estados Unidos para enrolarse en los Westchester Knicks de la NBA G League. Disputó 27 partidos en los que promedió 8,3 puntos y 6,1 rebotes.
Tras una temporada en el filial, en julio de 2023, se une a los New York Knicks para disputar la NBA Summer League y a su término, el 3 de agosto, firma contrato con los Knicks. Pero es cortado antes del inicio de la temporada, el 15 de septiembre, y firmando el 9 de noviembre con los Westchester Knicks. Tras su buen rendimiento con el filial, el 23 de diciembre firma un contrato dual con los New York Knicks.
El 17 de septiembre de 2024 firmó con los Boston Celtics, pero fue despedido el 16 de octubre sin llegar a debutar con el equipo. Diez días más tarde se unió a su filial en la G League, los Maine Celtics.
El 17 de enero de 2025 fue traspasado a los Rip City Remix.
El 7 de agosto de 2025 fichó por el Hapoel Jerusalem de la Ligat ha'Al israelí.

### Selección nacional
Fue internacional en todas las categorías inferiores de Ucrania.
En septiembre de 2022 disputó con el combinado absoluto ucraniano el EuroBasket 2022, finalizando en decimosegunda posición.

## Estadísticas de su carrera en la NBA

### Temporada regular
| Año     | Equipo   | PJ | PT | MPP | %TC  | %3P | %TL | RPP | APP | ROB | TPP | PPP |
| ------- | -------- | -- | -- | --- | ---- | --- | --- | --- | --- | --- | --- | --- |
| 2023-24 | New York | 2  | 0  | 1.1 | .000 | –   | –   | .0  | .0  | .0  | .0  | .0  |
| Total   | Total    | 2  | 0  | 1.1 | .000 | –   | –   | .0  | .0  | .0  | .0  | .0  |